# Jean-Louis Thuillier
Pour les articles homonymes, voir Thuillier.
 (février 2019).
Si vous disposez d'ouvrages ou d'articles de référence ou si vous connaissez des sites web de qualité traitant du thème abordé ici, merci de compléter l'article en donnant les références utiles à sa vérifiabilité et en les liant à la section « Notes et références ».
Jean-Louis Thuillier est un jardinier et botaniste français né le 21 avril 1758 à Creil et mort le 22 novembre 1822 à Paris.

## Biographie
Fils d'un manouvrier,  Louis THUILLIER et  de Marguerite BONTEMS ( Acte de baptême n°11 du registre 5MI2146, archives départementales de l'Oise). Ce jardinier ne reçoit qu’une éducation sommaire. D'abord jardinier au Jardin royal des plantes à Paris, il passe l’essentiel de sa vie au collège Charlemagne. Ce grand récolteur de plantes est souvent sollicité par des botanistes comme Richard (1754-1821) ou Jussieu (1748-1836) pour les accompagner durant leur herborisation.
Il fait commerce de ses herborisations et vend notamment des herbiers déjà entièrement préparés. Le Genevois Benjamin Delessert (1773-1784) obtient ainsi un herbier. Thuillier publie en 1790, une Flore des environs de Paris, ou Distribution méthodique des plantes qui y croissent naturellement, exécutée d'après le système de Linnaeus (Veuve Desaint, Paris, 1790). Thuillier n’est en fait que l’auteur des indications de localités. Les descriptions étant confiées à d’autres botanistes.
Son nom apparaît aux côtés de celui d’Étienne Pierre Ventenat (1757-1808) sur Le Vade-mecum du botaniste voyageur aux environs de Paris, à l'usage des personnes qui ont la flore de J.-L. Thuillier (imprimerie de Beaudouin, Paris, 1803).

## Publications
- Flore des environs de Paris, ou Distribution méthodique des plantes qui y croissent naturellement sur Google Books, Veuve Desaint, Paris, 1790
- Flore des environs de Paris, ou Distribution méthodique des plantes qui y croissent naturellement. Nouvelle édition sur Google Books, A Paris, Chez l'Auteur, An VII

## Hommages
Un certain nombre de plantes ont été nommées d'après lui, notamment :
- Centaurea thuillieri (Dostál) J.Duvign. & Lambinon
- Deschampsia thuillieri Gren. & Godr.
- Rubus thuillieri Poir.
- Rosa thuilleri Dalla Torre & Sarnth.
- Antirrhinum thuillieri Poir.
- Linaria thuillieri Mérat